# Kim Chong-in

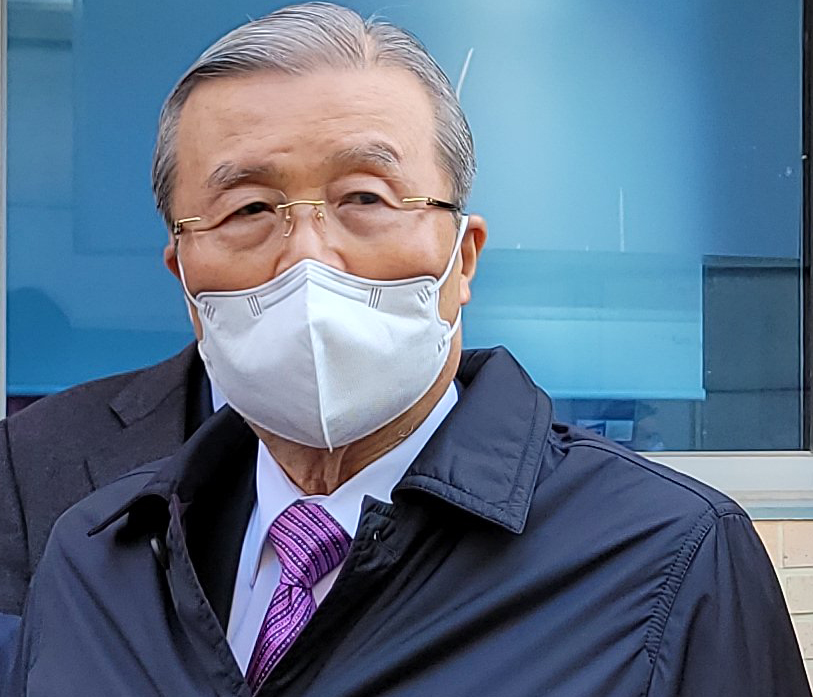
Kim Chong-in

Kim Chong-in (* 7. Juli 1940 in Siheung, Japanisches Kaiserreich) ist ein südkoreanischer Politiker und ehemaliges Mitglied der Gukhoe. 
Kim war von 1981 bis 1988, 1992 bis 1994 und 2004 bis 2008 über die Parteiliste gewähltes Mitglied der Nationalversammlung. Von 1989 bis 1990 amtierte er als Minister für Gesundheit und Soziales unter Präsident Roh Tae-woo.

## Werdegang
Vor seinem Eintritt in die Politik studierte Kim deutsch an der Hankuk University of Foreign Studies und promovierte 1972 in Wirtschaftswissenschaften an der Universität Münster. Später war er Professor an der Sogang-Universität und Vorstandsvorsitzender der Kookmin Bank, der größten Privatbank Koreas.
Kim gilt als der Architekt der siegreichen Kampagne der späteren Präsidentin Park Geun-hye bei der Präsidentschaftswahl 2012. Ursprünglich wollte sich Kim als Kandidat in der Präsidentschaftswahl 2017 bewerben und verließ die Deobureo-minju-Partei, deren Vorsitzender er interimistisch 2016 war, unterstützte jedoch später Ahn Cheol-soo.
2020 trat er im Vorfeld der Parlamentswahl 2020 der neugegründeten Mirae-tonghap-Partei bei, um deren Wahlkampagne zu leiten. Nach der Wahlniederlage und dem Rücktritt Hwang Kyo-ahns als Parteivorsitzender der MTP, wurde er nach Shim Jae-chul und Joo Ho-young zum dritten interimistischen Parteivorsitzenden ernannt.
Nachdem Nordkorea Mitte Juni 2020 das gemeinsame Verbindungsbüro gesprengt hat, forderte Kim eine offizielle Entschuldigung von Moon Jae-in für dessen vermeintlich verfehlte Politik gegenüber dem Norden.